# 모리모토 유코
모리모토 유코(일본어: 森本 ゆう子, 1974년 1월 6일 ~ )는 일본의 은퇴한 여자 축구 선수이다.

## 국가대표팀 경력
그녀는 1993년 AFC 여자 축구 선수권 대회에 참가할 일본 국가대표팀에 발탁되었으며, 12월 6일 필리핀과의 경기에서 데뷔했다. 1993년과 1997년 AFC 여자 축구 선수권 대회 3위. 그녀는 1998년까지 국제 A매치 10경기에 출전해서 2득점을 넣었다.

## 통계
| 일본 | 일본 | 일본 |
| 연도 | 출전 | 득점 |
| ---- | ---- | ---- |
| 1993 | 2    | 0    |
| 1994 | 1    | 0    |
| 1995 | 0    | 0    |
| 1996 | 0    | 0    |
| 1997 | 5    | 2    |
| 1998 | 2    | 0    |
| 통산 | 10   | 2    |